# Ozyptila claveata
Ozyptila claveata es una especie de araña cangrejo del género Ozyptila, familia Thomisidae.

## Distribución
Esta especie se encuentra en Europa, Turquía, Azerbaiyán e Irán.